# The Good Doctor
The Good Doctor ist eine US-amerikanische Krankenhausserie über den jungen autistischen Chirurgen Shaun Murphy (dargestellt von Freddie Highmore) mit Inselbegabung am San Jose St. Bonaventure Hospital im kalifornischen San José. Die Serie, die vom Sender ABC ausgestrahlt wird und auf der 2013 gesendeten gleichnamigen südkoreanischen Fernsehserie basiert, wurde von David Shore adaptiert, der 2004 schon die erfolgreiche Serie Dr. House geschaffen hatte.
Premiere hatte die Serie am 25. September 2017 bei ABC im Anschluss an die Tanzshow Dancing with the Stars. Zwei Wochen später wurden fünf weitere Episoden für die erste Staffel bestellt, die damit auf 18 Episoden kommt. Im Februar 2019 wurde die Serie um eine dritte Staffel verlängert. Im Februar 2020 bestellte ABC eine vierte Staffel der Serie. Diese wurde vom 2. November 2020 bis zum 7. Juni 2021 ausgestrahlt. Die fünfte Staffel lief vom 27. September 2021 bis zum 16. Mai 2022. Im März 2022 wurde die Serie um eine weitere Staffel verlängert. Diese startete am 3. Oktober 2022 und endete am 1. Mai 2023. Im April 2023 wurde die Produktion einer siebten Staffel verkündet. Im Januar 2024 wurde bekannt gegeben, dass die Serie mit dieser Staffel endet, die aufgrund des Schauspielerstreiks aus lediglich zehn Episoden besteht. In den USA wurden die finalen Folgen ab dem 20. Februar 2024 ausgestrahlt.
In Deutschland sicherte sich Sky Deutschland die Rechte und zeigte die Serie ab dem 2. Januar 2018 beim Bezahlfernsehsender Sky One. Die deutschsprachige Free-TV-Premiere erfolgte am 10. Oktober 2018 auf VOX. Fünf Tage später, am 15. Oktober 2018, lief die Serie in Österreich auf ORF eins an.

## Handlung
Im Fokus der amerikanischen Krankenhausserie steht der junge Chirurg Shaun Murphy am angesehenen San Jose St. Bonaventure Hospital. Murphy unterscheidet sich nicht nur aufgrund seines Alters von seinen Kollegen – er ist ein Autist, der aufgrund des Savant-Syndroms (auch Inselbegabung genannt) als Genie gilt. Die Arbeit im Krankenhaus stellt ihn jedoch auch vor große Herausforderungen. Denn so leicht ihm komplexe medizinische Diagnosen fallen, so viel Mühe bereitet ihm soziale Interaktion.
In Staffel 2 ist Murphys Zukunft am Krankenhaus ungewiss. Wieder steht zur Diskussion, ob er wegen seines Autismus überhaupt für den Chirurgenjob geeignet ist. Auch die Gehirntumordiagnose seines Mentors Dr. Glassman macht ihm sehr zu schaffen.
In Staffel 3 lernt Shaun neue Gefühle kennen und hat seine erste Freundin. Im Krankenhaus ist Dr. Lim nun die Chefärztin. Der neue ärztliche Direktor ist ein altbekanntes Gesicht, nämlich Dr. Glassman, da Dr. Andrews gefeuert wurde. Letzterer kehrt allerdings am Anfang der Staffel als Oberarzt zurück. Die Assistenzärzte konkurrieren fast die gesamte Staffel über, da sie um ihre ersten OP-Leitungen buhlen. Dr. Browne kommt ihrer Mutter näher, die allerdings früh in der Staffel stirbt. Der Tod ihrer Mutter macht ihr sehr zu schaffen und so versinkt sie in eine tiefe Abwärtsspirale, aus der sie Dr. Melendez nach und nach wieder rausholt. Die beiden kommen sich näher und unternehmen vieles. Beide verstecken ihre Gefühle füreinander. Shaun findet sich erstmal schwierig zurecht in seiner Beziehung mit Arbeitskollegin Carly. Im Laufe der Staffel merkt er, dass er mehr Gefühle für Lea hegt als für Carly. Letzterer wird dies später auch klar. Im Staffelfinale gibt es ein Erdbeben in San Jose. Alle Ressourcen des Krankenhauses sind erschöpft, während alle versuchen, so viel zu helfen wie sie können. In einer tragischen Wende stirbt dabei Dr. Melendez.
In Staffel 4, in deren ersten beiden Folgen die COVID-19-Pandemie in den Vereinigten Staaten thematisiert wird, beginnen Shaun und Lea eine Beziehung. Lea wird schwanger, verliert jedoch das Baby, worunter beide sehr leiden. Auch Morgan und Alex kommen zusammen. Audrey leidet aufgrund der Belastungen während der Pandemie unter PTBS, die sie sich nicht anmerken lassen will. Im Staffelfinale reisen die Ärzte nach Guatemala und operieren dort Patienten. Claire erkennt, dass sie lieber dort bleiben möchte, um den armen Menschen medizinische Hilfe zu geben, als ins San Jose St. Bonaventure Hospital zurückzukehren. In der letzten Szene verabschieden sich alle von Claire und Shaun und Lea verloben sich.
In der 5. Staffel planen Shaun und Lea ihre Hochzeit, die sie allerdings wegen Streitigkeiten, die ihre Beziehung zwischenzeitlich belasten, aufschieben. Derweil bekommt das San Jose St. Bonaventure Hospital einen neuen Boss, die selbstsichere Salen Morrison. Sie bringt eine Menge Änderungen für das Krankenhaus mit sich, mit denen vor allem Shaun zu kämpfen hat. Ihre Änderungen gehen so weit, dass nach und nach Ärzte und Verwaltungspersonal wie Glassman, Audrey, Andrews und Lea entweder kündigen oder von Salen gefeuert werden. Als diese sogar droht, deren Karrieren zu beenden, verbünden sich die Ärzte, darunter auch Shaun, gegen sie. Kurz vor dem Publikmachen ihrer Machenschaften macht Salen einen Rückzieher und verlässt das Krankenhaus, dessen neuer Präsident Andrews wird. Im Staffelfinale heiraten Shaun und Lea endlich. Am selben Abend wird auf eine Krankenschwester von deren gewalttätigem Ehemann im Krankenhaus eingestochen. Als Audrey sie in ihrem Blut liegend findet, sticht der Ehemann auch auf sie ein. Ob die beiden überleben, bleibt offen.
Die 6. Staffel setzt direkt am Finale der fünften an. Die Krankenschwester und Audrey überleben den Angriff schwerverletzt und müssen operiert werden. Allerdings wird Audrey infolge der Operation von der Hüfte ab querschnittsgelähmt und gibt Shaun, der sie u. a. operierte, die Schuld dafür. Als dieser sie nach einiger Zeit untersucht, stellt er fest, dass eine riskante Operation ihre Lähmung heilen könnte. Nach anfänglichem Zweifel unterzieht sich Audrey der Operation und kann wieder gehen. Auch Shaun hat sie mittlerweile verziehen. Währenddessen kommt Dr. Jared Kalu, der die Serie zu Beginn der zweiten Staffel verlassen hat, ins Krankenhaus zurück und nimmt eine Assistenzarztstelle an. Lea ist ein zweites Mal schwanger und bekommt im Staffelfinale einen Jungen, den sie und Shaun nach dessen verstorbenem Bruder Steve benennen.

## Besetzung und Synchronisation

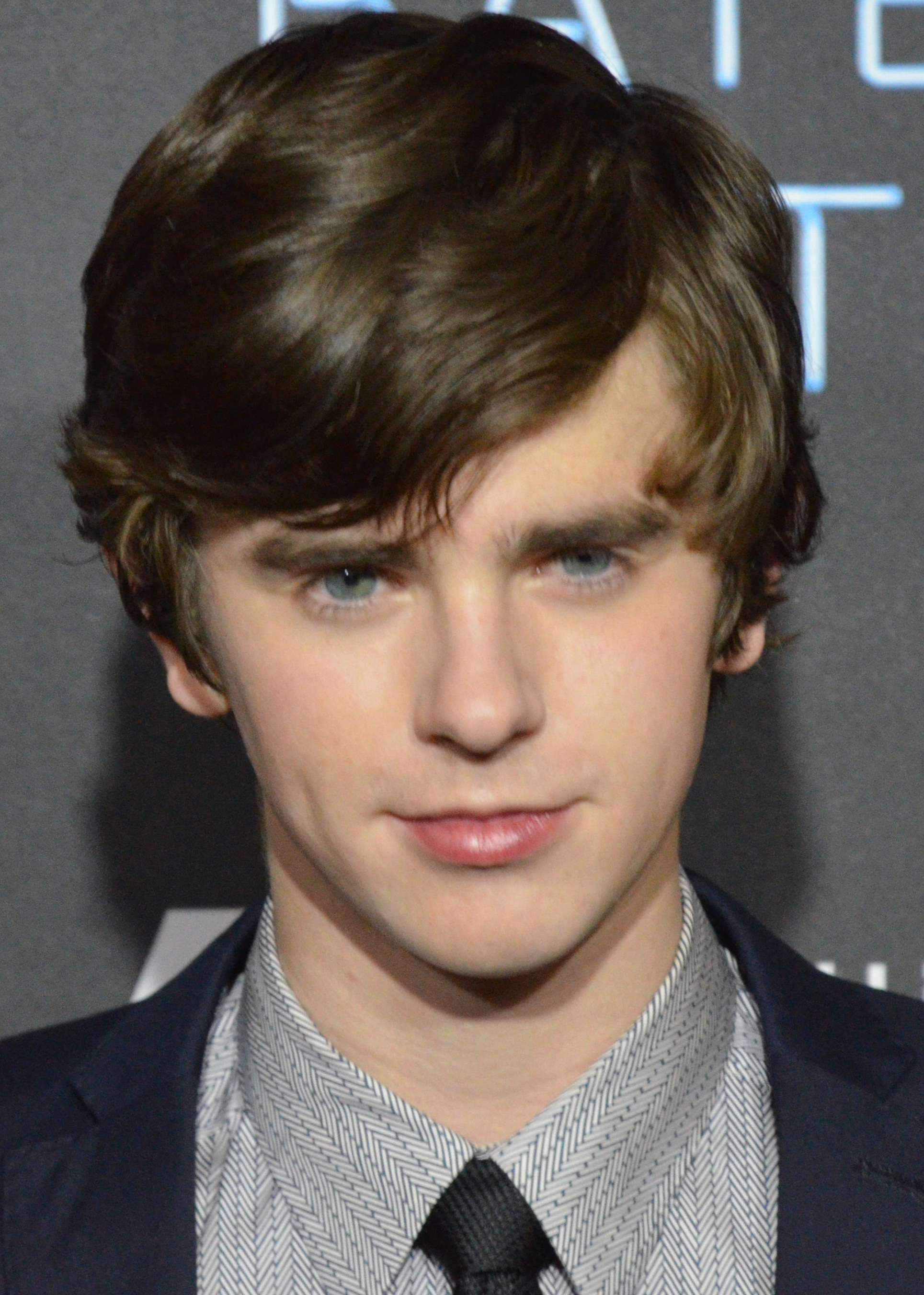
Freddie Highmore spielt Dr. Shaun Murphy.

Die deutsche Synchronisation entsteht nach den Dialogbüchern von Andrea Pichlmaier und Robert Golling und unter der Dialogregie von Martin Halm durch die Synchronfirma Film- & Fernseh-Synchron in München.
| Rolle                    | Schauspieler          | Hauptrolle           | Nebenrolle                              | Synchronsprecher         |
| ------------------------ | --------------------- | -------------------- | --------------------------------------- | ------------------------ |
| Dr. Shaun Murphy         | Freddie Highmore      | 1.01–7.10            |                                         | Maximilian Belle         |
| Dr. Aaron Glassman       | Richard Schiff        | 1.01–7.10            |                                         | Claus Brockmeyer         |
| Dr. Marcus Andrews       | Hill Harper           | 1.01–6.22            |                                         | Markus Pfeiffer          |
| Jessica Preston          | Beau Garrett          | 1.01–1.18            | 4.01                                    | Natascha Geisler         |
| Dr. Jared Kalu           | Chuku Modu            | 1.01–2.01, 7.01–7.10 | 6.15–6.22                               | Nils Dienemann           |
| Allegra Aoki             | Tamlyn Tomita         | 1.01–2.18            | 3.01                                    | Susanne von Medvey       |
| Dr. Neil Melendez        | Nicholas Gonzalez     | 1.01–3.20            | 4.01–4.02                               | Marc Oliver Schulze      |
| Dr. Claire Browne        | Antonia Thomas        | 1.01–4.20            | 5.16–5.17, 7.09–7.10                    | Katharina Schwarzmaier   |
| Lea Dilallo              | Paige Spara           | 2.01–7.10            | 1.03–1.12                               | Carolin Hartmann         |
| Dr. Audrey Lim           | Christina Chang       | 2.01–7.10            | 1.06–1.18                               | Claudia Urbschat-Mingues |
| Dr. Morgan Reznick       | Fiona Gubelmann       | 2.01–7.10            | 1.14–1.18                               | Andrea Wick              |
| Dr. Alex Park            | Will Yun Lee          | 2.01–7.10            | 1.15–1.18                               | Pascal Breuer            |
| Dr. Carly Lever          | Jasika Nicole         | 3.01–3.16            | 1.02–1.03, 2.16–2.18                    | Stefanie Dischinger      |
| Dr. Asher Wolke          | Noah Galvin           | 5.01–7.05            | 4.03–4.18                               | Jan Makino               |
| Dr. Jordan Allen         | Bria Samoné Henderson | 5.01–7.10            | 4.03–4.18                               | Regina Beckhaus          |
| Dr. Daniel „Danny“ Perez | Brandon Larracuente   | 6.12–6.22            | 6.02–6.11, 7.10                         | Xiduo Zhao               |
| Steve Murphy             | Dylan Kingwell        |                      | 1.01–1.03, 1.05, 3.05, 3.10, 3.19, 6.01 | Dominic Pühringer        |
| Dr. Olivia Jackson       | Summer Brown          |                      | 4.03–4.10                               | Pola Jane O’Mara         |
| Dr. Enrique Guerin       | Brian Marc            |                      | 4.03–4.12                               | Lenny Peteanu            |

## Rezeption
Gine Kreuzer vom Branchenportal Serienjunkies.de findet, die Pilotfolge der Serie habe „vielversprechende Aspekte“ wie die „medizinische[n] Abläufe, Dramen um Leben und Tod, emotionale Momente und zwischenmenschliche Konflikte“. Weiter lobt sie die „schauspielerischen Leistungen, allen voran Freddie Highmore, der Tiefe und Feingefühl bei der Umsetzung des Skriptes an den Tag“ lege.
Nina Rehfeld meint auf Spiegel Online, dass die Serie mehr biete als nur „Kuschelfernsehen“. Sie kombiniere „das Beste der zeitgenössischen amerikanischen Fernsehkultur: Ein schwieriger Mann inmitten einer Arztserie voller Politik, Sex, Wissenschaft und unverhohlenem Melodram“. Oft gelänge den Autoren „eine feine Balance zwischen medizinischem Krimi, heimlichem Melodram und kluger Reflektion [sic!] der Komplexitäten des menschlichen Miteinanders“. Freddie Highmore spiele Shaun Murphy mit einer „fesselnden Mischung aus vibrierendem Enthusiasmus und ungelenker In-sich-Gekehrtheit“, und er porträtiere ihn „als Menschen mit erfreulich vielen Dimensionen“.